# اما ریچلر
اما ریچلر (انگلیسی: Emma Richler؛ ۱۹۶۱ – ) نویسنده اهل بریتانیا است.
اما ریچلر (زاده 1961)نویسنده انگلیسی/کانادایی است.

## زندگی‌نامه
اما ریچلر متولد لندن و دختر مردکای ریچلر نویسنده است. سال ۱۹۷۲ با خانواده اش به مونترآل کبک نقل‌مکان کرد. مدت کوتاهی پیش از انتقال به دانشگاه پرووانس در دانشگاه تورنتو برای تکمیل تحصیلات خود شرکت کرد. اما برای اولین بار در سال ۱۹۹۶ در نقش بازیگر در کانادا و انگلستان زندگی کرد و بعدها در سال ۲۰۰۱ به انتشار اولین مجموعه داستان کوتاهش به نام خواهر دیوانه پرداخت. این کتاب در سال ۲۰۰۲ نامزد نهایی برای جایزه فصلنامه یهودیان Wingate بود. اولین رمان او، غذا دادن به سگ‌های عزیزم، در سال ۲۰۰۵ منتشر شد. رمان دوم او با عنوان گرگ من، در سال ۲۰۱۷ منتشر شده است.